# Saint-Loyer-des-Champs
Saint-Loyer-des-Champs är en kommun i departementet Orne i regionen Normandie i nordvästra Frankrike. Kommunen ligger i kantonen Mortrée som tillhör arrondissementet Argentan. År 2018 hade Saint-Loyer-des-Champs 370 invånare.

## Befolkningsutveckling
Antalet invånare i kommunen Saint-Loyer-des-Champs
| Referens: INSEE |